# Couteaux-jaunes
Les Couteaux-jaunes (en anglais : Yellowknives), Indiens du Cuivre (Copper Indians) ou T’atsaot’ine (tlicho : T’satsąot’ınę) est un ancien peuple autochtone du Canada et l'un des groupes de Premières nations Dénés vivant dans les Territoires du Nord-Ouest. Le nom «couteaux jaunes», qui est également à l'origine de toponymes et de la ville Yellowknife, provient de la couleur de leurs outils fabriqués à partir de gisements de cuivre.

## Histoire
Les Couteaux-jaunes vivaient au nord et au nord-est du Grand lac des Esclaves autour de la rivière Yellowknife et de la baie Yellowknife et vers le nord le long de la rivière Coppermine, au nord-est de la rivière Back et à l'Est jusqu'à la rivière Thelon. Les Couteaux-jaunes utilisaient les principales rivières de leur territoire traditionnel comme routes de voyage et de commerce aussi loin à l'est que la baie d'Hudson, où les premiers explorateurs européens, tel que Samuel Hearne, les ont rencontrés dans les années 1770.
Les Couteaux-jaunes ont aidé Hearne à traverser la toundra de l'Arctique canadien, de la baie d'Hudson à l'océan Arctique, à la recherche des légendaires gisements de cuivre qui étaient exploitées par les Couteaux-jaunes pour la fabrication et le commerce d'outils. Plus tard, les explorateurs européens qui ont rencontré et échangé avec les Couteaux-jaunes ont marqué sur leurs cartes la « rivière Yellowknife », qui se jette dans le Grand lac des Esclaves à partir des sources situées près des sources de la rivière Coppermine (« mine de cuivre »). Au début des années 1800, les Couteaux-jaunes étaient la tribu la plus importante et la plus puissante de cette zone géographique.

### XIXesiècle
Les Couteaux-jaunes et les Tlichos (Flancs-de-chien), qui vivaient également sur la rive nord du Grand lac des Esclaves, étaient des ennemis ancestraux. Dans les années 1830, on rapporta que les Tlichos avaient presque anéanti les Couteaux-jaunes, et les quelques survivants se seraient dispersés au sud du Grand lac des Esclaves ou bien se seraient mariés avec les Tlichos. 
À la suite de la découverte d'or dans la région de Yellowknife, un grand mélange de Tlichos, Chipewyans et des membres restants des Couteaux-jaunes se sont rassemblés et se sont installés dans la communauté ou dans les villages traditionnels de Dettah ou Trout Rock.

### XXesiècle
Au milieu des années 1950, grâce au financement du gouvernement, le village déné de Ndilǫ est développé à la pointe de l'île Latham (la pointe sud de la vieille ville de Yellowknife). 
La Première nation dénée de Yellowknives est formée en 1991 (anciennement connue sous le nom de Yellowknife B Band), à la suite de l'échec d'une négociation territoriales[réf. souhaitée]. Ceux-ci négocient actuellement[Quand ?] l'obtention d'un territoire dans le cadre du « processus de revendication territoriale d'Akaitcho ».
Un autre groupe organisé déné s'est manifesté en prétendant être les descendants directs des tribus historiques des « Indiens Couteaux-jaunes » et en affirmant son indépendance par rapport à la Première nation mixte Tlicho-Chipewyan Yellowknives déné. Considérés comme un peuple distinct, ils recherchent toujours la reconnaissance du gouvernement en vertu du Traité numéro 8[réf. souhaitée].

### Région de Rocher River
Le chef Snuff des Couteaux-jaunes signe le Traité 8 en 1899. Le chef Snuff vivait sur la rive sud et le bras est du Grand lac des Esclaves. Les habitants de la rivière Taltson ont été surnommés les Rocher River People (« gens de la rivière Rocher ») dans les années 1920. Le chef Snuff avait une cabane située à environ 16 kilomètres de la rivière Rocher sur un petit terrain au bord de l'eau, appelé Snuff Channel, relié à la rivière Taltson.
Les Couteaux-jaunes ont continué à résider dans cette région jusqu'au début des années 1960, lorsqu'ils ont été forcés de déménager après que leur école ait été détruire par un incendie. Peu de temps après, le barrage hydroélectrique de la rivière Taltson a été construit. Le dernier chef des Rocher River Yellowknives était le chef Pierre Frise dans les années 1960 ; il était fermement opposé à la construction du barrage. Pendant ce temps, les Couteaux-jaunes originels ont été dispersés à Fort Resolution, à Yellowknife et dans d'autres régions du Canada.